# Pas cobert al carrer Vilanova i carrer les Piques
Pas cobert al carrer Vilanova i carrer les Piques és una obra de Tàrrega (Urgell) inclosa a l'Inventari del Patrimoni Arquitectònic de Catalunya.

## Descripció
És un pas cobert del carrer Vilanova de Tàrrega finalitzant al carrer de les Piques. Aquest pas està format i és annexa a la part superior de dos murs d'un mateix edifici. Amb això, s'aconsegueix que es pugui crear una comunicació entre dues estructures arquitectòniques separades per un carrer. Actualment aquesta unió serveix per a crear-hi una terrassa tancada amb baranes de forja. Aquest pas cobert, de força allargada i estret és format per cinc arcades rebaixades, les quals són fetes amb petits carreus de pedra irregulars. Aquestes suporten les forces dels embigats també de pedra el qual seria el sòl de la terrassa abans citada i la coberta d'aquest pas.